# Conor Eaton
William Conor Eaton (Dana Point, 2 dicembre 1987) è un pallavolista statunitense.
Gioca nel ruolo di palleggiatore nell'Icemen.

## Biografia
Nato a Dana Point, in California. È sposato con l'ex pallavolista Bryn Kehoe. 

## Carriera

### Club
La carriera di Conor Eaton inizia nei tornei scolastici californiani, giocando per la Santa Margarita CHS. Dopo il diploma gioca a livello universitario nella NCAA Division I dal 2007 al 2010, difendendo i colori della CSU Long Beach.
Nella stagione 2012-13 firma il suo primo contratto professionistico col Tierp, nella Elitserien svedese, mentre nella stagione seguente gioca in Danimarca col Marienlyst, in VolleyLigaen, vincendo lo scudetto e la Coppa di Danimarca. 
Nel campionato 2014-15 approda nella Lentopallon Mestaruusliiga finlandese, difendendo per un biennio i colori del Rantaperkiön Isku e poi quelli del Kokkolan Tiikerit nell'annata 2016-17.
Torna quindi in patria partecipando allo NVA Showcase 2017 con il Chicago Lights Out e poi alla NVA 2018 con l'Icemen, venendo insignito del premio di miglior palleggiatore del torneo.

## Palmarès

### Club
- Campionato danese: 1

2013-14
- Coppa di Danimarca: 1

2013-14

### Premi individuali
- 2019 - NVA: Miglior palleggiatore